# Deutsche Hypothekenbank
Die Deutsche Hypothekenbank (Actien-Gesellschaft) war eine auf die Finanzierung von Gewerbeimmobilien und das Kapitalmarktgeschäft mit in- und ausländischen Kunden spezialisierte Pfandbriefbank mit Sitz in Hannover. Sie wurde zum 1. Juli 2021 auf die Nord/LB verschmolzen.
Bis dahin bildete sie im Nord/LB-Konzern das Kompetenzzentrum für den Kerngeschäftsbereich gewerbliche Immobilienfinanzierung. Die Deutsche Hypo beschäftigte an ihren fünf inländischen Standorten in Hannover, Berlin, Frankfurt, Düsseldorf, Hamburg und München sowie ihren ausländischen Standorten in Amsterdam, London, Paris, Madrid und Warschau rund 400 Mitarbeiter. Mit einer Bilanzsumme von 20,5 Mrd. Euro zählte die Deutsche Hypo zu den größten deutschen Immobilienfinanzierern.

## Geschichte

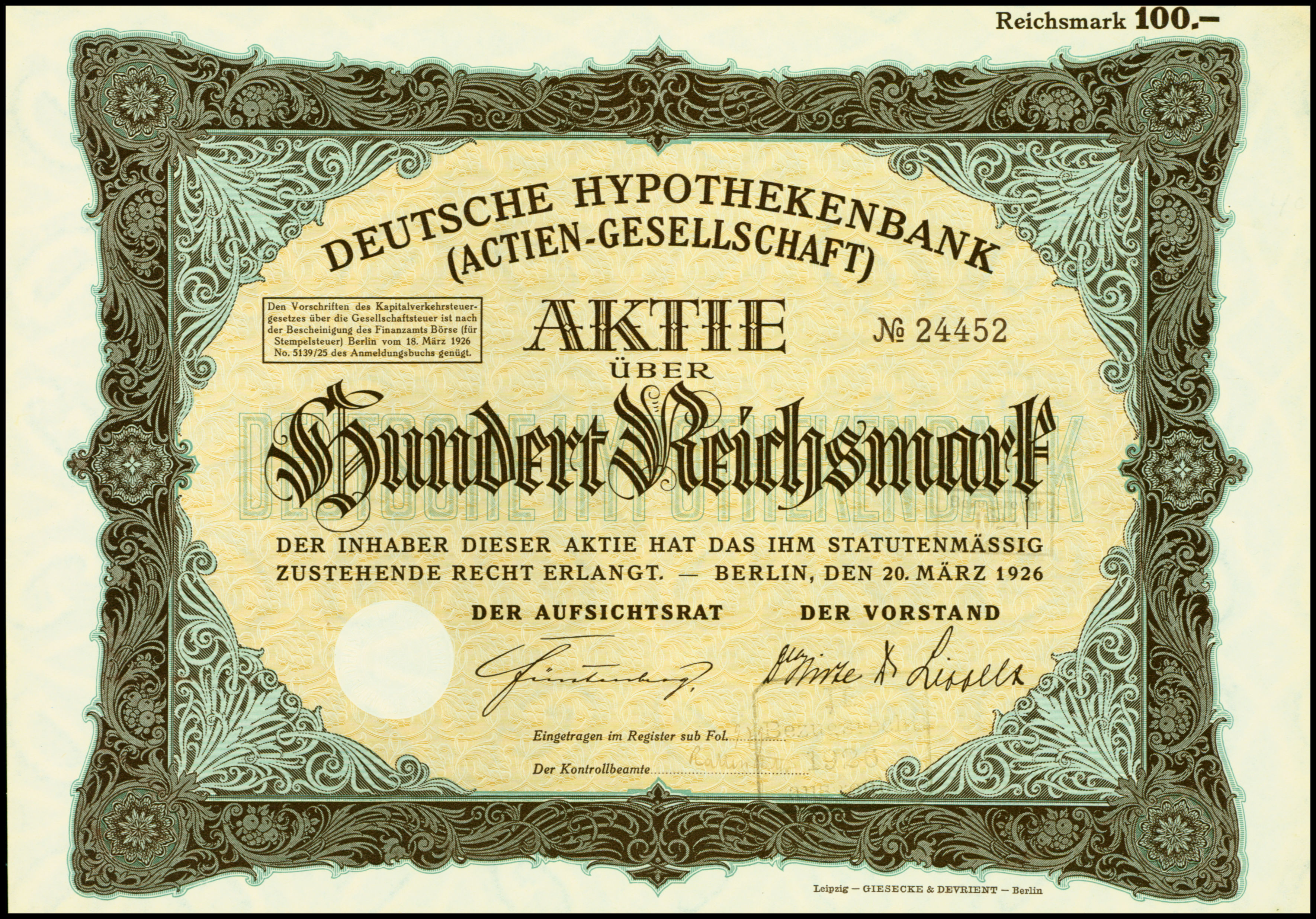
Aktie über 100 RM der Deutsche Hypothekenbank (AG) vom 20. März 1926

Gegründet 1872 von Berliner Kaufleuten, war die Deutsche Hypo eine der ältesten deutschen Hypothekenbanken. Sie ist spezialisiert auf die Beratung und Finanzierung von Immobilienprojekten überwiegend in Deutschland, Großbritannien, Frankreich, Benelux und Polen. Weiterhin war die Deutsche Hypo im Staatskreditgeschäft tätig.
Am 14. Dezember 2020 teilte die Nord/LB mit, dass sie die Deutsche Hypothekenbank zum 1. Juli 2021 vollständig integrieren wird.

## Geschäftsfelder
Die Deutsche Hypo hatte sich auf die großvolumige Finanzierung mit professionellen Immobilienkunden spezialisiert. Neben der Tätigkeit in Deutschland betrieb die Deutsche Hypo ihr Geschäft in den europäischen Zielländern Großbritannien, Frankreich, Benelux, Spanien und Polen.
Ein weiteres Standbein der Geschäftstätigkeit war das Kapitalmarktgeschäft mit in- und ausländischen Marktteilnehmern. Die Refinanzierung erfolgte über Pfandbriefe. Die Hypothekenpfandbriefe der Deutschen Hypo werden von der Ratingagentur Moody’s mit der Note „Aa1“ und die Öffentlichen Pfandbriefe mit der Note „Aa1“ beurteilt.
Der Name „Deutsche Hypo“ wird auch nach der Verschmelzung von der Nord/LB weiterhin im Außenauftritt für die Immobilienfinanzierung genutzt.

## Kennzahlen
| Kennziffer                                            | 2017     | 2018     | 2019     |
| ----------------------------------------------------- | -------- | -------- | -------- |
| Immobilienneugeschäft (Mio. EUR)                      | 3.798,3  | 2.869,8  | 3.008,2  |
| Immobilienkredite (Mio. EUR)                          | 12.077,1 | 12.264,0 | 12.188,3 |
| Refinanzierungsmittel (Mio. EUR)                      | 22.254,0 | 19.616,7 | 19.023,7 |
| Ergebnis vor Steuern und Ergebnisabführung (Mio. EUR) | 59,9     | 55,2     | 54,2     |
| Cost-Income-Ratio                                     | 42,3 %   | 49,5 %   | 44,2 %   |